# Stazione di Harlem-125th Street
La stazione di Harlem-125th Street (in inglese Harlem-125th Street Station) è una stazione ferroviaria della linea Park Avenue della Metro-North Railroad. Serve il quartiere East Harlem del borough newyorkese di Manhattan.

## Storia
L'attuale stazione fu inaugurata il 25 ottobre 1897 e venne realizzata nell'ambito del progetto di ricostruzione di parte della linea Park Avenue su una struttura sopraelevata. Rimpiazzò una fermata più piccola aperta nel 1874.
Nel 1999 fu completato un lungo intervento di ristrutturazione della stazione durato sei anni.

## Strutture e impianti
La stazione dispone di due banchine a isola e quattro binari.

## Movimento
La stazione è servita dai treni delle linee Harlem, Hudson e New Haven della Metro-North Railroad.

## Servizi
La stazione è accessibile alle persone con disabilità motoria.
- Biglietteria a sportello
- Biglietteria automatica

## Interscambi
La stazione è servita da alcune autolinee gestite da NYCT Bus e sorge vicino alla stazione della metropolitana 125th Street della linea IRT Lexington Avenue, dove fermano i treni delle linee 4, 5 e 6.
- Stazione metropolitana (125th Street, linee 4, 5 e 6)
- Fermata autobus